# Европейский день памяти жертв сталинизма и нацизма

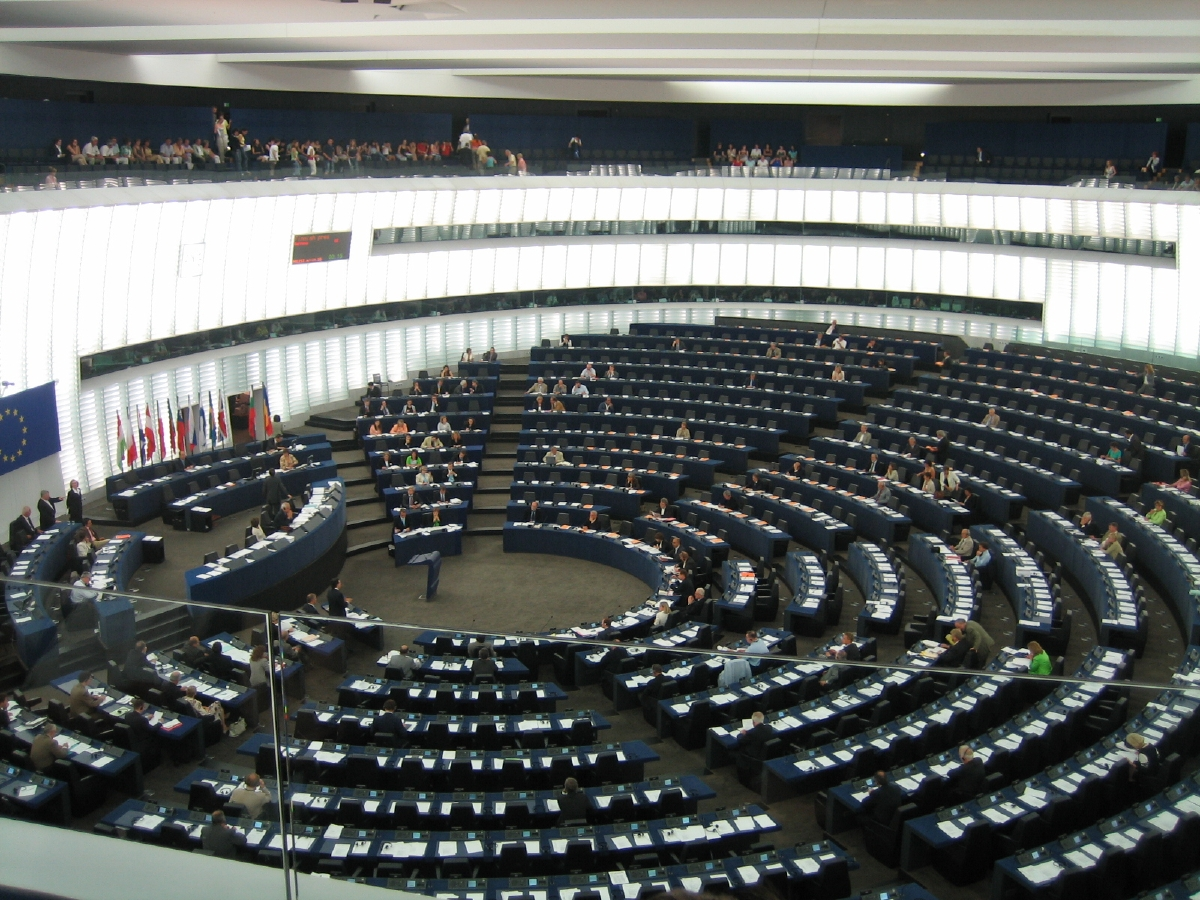
Европейский парламент

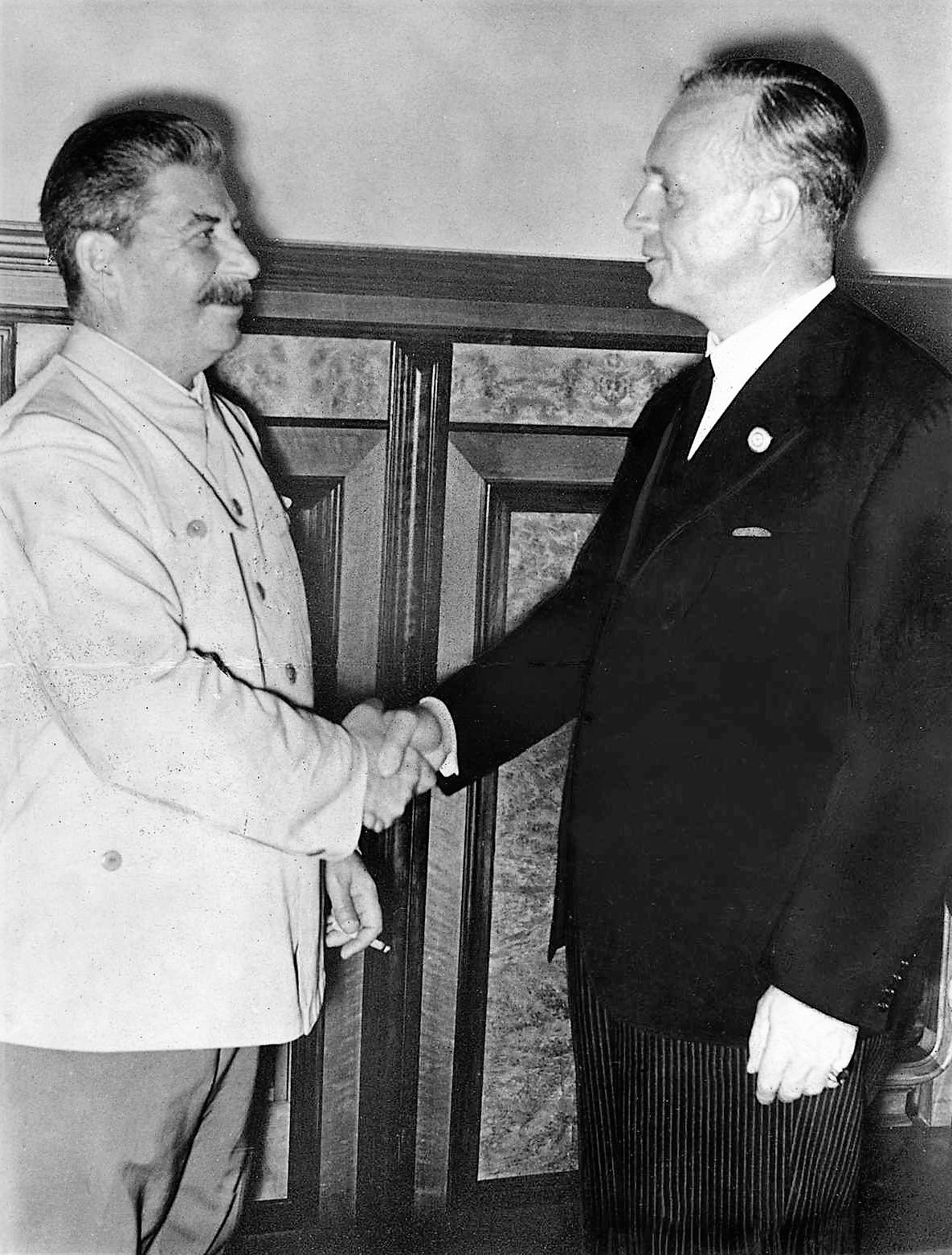
Иосиф Сталин и министр иностранных дел Германии Иоахим фон Риббентроп в Кремле в августе 1939 года при подписании Договора о ненападении между Германией и Советским Союзом

Европейский день памяти жертв сталинизма и нацизма, также известен в мире как День чёрной ленты (англ. Black Ribbon Day), отмечается 23 августа, в день подписания Договора о ненападении между Германией и СССР и Секретного дополнительного протокола, «который разделил Европу на сферы влияния» в 1939 году. Провозглашён Европейским парламентом 2 апреля 2009 года.
Предложение об установлении дня памяти было выдвинуто в «Пражской декларации о европейской совести и коммунизме», подписанной 3 июня 2008 года Вацлавом Гавелом и многочисленными членами Европейского парламента. 23 сентября 2008 года 409 членов Европейского парламента подписали декларацию, поддерживающую установление памятного дня. В Декларации указывалось на «массовые депортации, убийства и акты порабощения, совершённые в контексте актов агрессии со стороны сталинизма и нацизма, попадающие под категорию военных преступлений и преступлений против человечества. Согласно нормам международного права, к военным преступлениям и преступлениям против человечества не применяется срок давности». Среди причин установления памятного дня значилось: «поскольку влияние и значение советского порядка и оккупации на граждан посткоммунистических государств мало известны в Европе». Изначально планировалось объявить День памяти жертв тоталитарных и авторитарных режимов, но в последней редакции слово «авторитарных» было убрано.
2 апреля 2009 года Европейский парламент принял закон о дне памяти путём голосования (533-44 при 33 воздержавшихся).
В дальнейшем, в начале июля 2009 года Парламентская ассамблея ОБСЕ на итоговом заседании в Вильнюсе большинством голосов одобрила резолюцию «Об объединении разрозненной Европы», которая осуждает тоталитарные режимы XX века — нацизм и сталинизм.